# Adrian Purzycki
Adrian Cyprian Purzycki (Siedlce, 2 augustus 1997) is een Pools-Engels voetballer die als middenvelder speelt. Hij is een zoon van voormalig voetballer Daniel Purzycki. 

## Carrière
Adrian Purzycki speelde in de jeugd van Bedford Town FC, Swansea City AFC, Polonia Warschau en Wigan Athletic FC. In 2016 vertrok hij naar Fortuna Sittard. Adrian Purzycki maakte zijn debuut voor Fortuna Sittard op 5 augustus 2016, in de met 2-1 gewonnen thuiswedstrijd tegen Achilles '29. Hij kwam in de 92e minuut in het veld voor Okan Kurt. Hij speelde tien wedstrijden voor Fortuna. Op 2 september 2017 werd zijn contract ontbonden, waarna hij bij het Poolse Miedź Legnica aansloot. Hiermee promoveerde hij in zijn eerste seizoen van de I Liga naar de Ekstraklasa.

### Carrièrestatistieken

#### Beloften
| Seizoen                        | Club             | Land            | Competitie      | Competitie | Competitie | Beker | Beker | Totaal | Totaal |
| Seizoen                        | Club             | Land            | Competitie      | Wed.       | Dlp.       | Wed.  | Dlp.  | Wed.   | Dlp.   |
| ------------------------------ | ---------------- | --------------- | --------------- | ---------- | ---------- | ----- | ----- | ------ | ------ |
| 2017/18                        | Miedź Legnica II | Polen           | III liga        | 7          | 0          | –     | –     | 7      | 0      |
| 2018/19                        | Miedź Legnica II | Polen           | III liga        | 1          | 0          | –     | –     | 1      | 0      |
| Totaal beloften                | Totaal beloften  | Totaal beloften | Totaal beloften | 8          | 0          | 0     | 0     | 8      | 0      |
| Bijgewerkt op 25 februari 2019 |                  |                 |                 |            |            |       |       |        |        |

#### Senioren
| Seizoen                        | Club            | Land            | Competitie      | Competitie | Competitie | Beker | Beker | Totaal | Totaal |
| Seizoen                        | Club            | Land            | Competitie      | Wed.       | Dlp.       | Wed.  | Dlp.  | Wed.   | Dlp.   |
| ------------------------------ | --------------- | --------------- | --------------- | ---------- | ---------- | ----- | ----- | ------ | ------ |
| 2016/17                        | Fortuna Sittard | Nederland       | Eerste divisie  | 10         | 0          | 0     | 0     | 10     | 0      |
| 2017/18                        | Fortuna Sittard | Nederland       | Eerste divisie  | 0          | 0          | 0     | 0     | 0      | 0      |
| 2017/18                        | Miedź Legnica   | Polen           | I liga          | 12         | 0          | 0     | 0     | 12     | 0      |
| 2018/19                        | Miedź Legnica   | Polen           | Ekstraklasa     | 13         | 0          | 3     | 0     | 16     | 0      |
| Totaal senioren                | Totaal senioren | Totaal senioren | Totaal senioren | 35         | 0          | 0     | 0     | 22     | 0      |
| Carrièretotaal                 | Carrièretotaal  | Carrièretotaal  | Carrièretotaal  | 43         | 0          | 3     | 0     | 46     | 0      |
| Bijgewerkt op 25 februari 2019 |                 |                 |                 |            |            |       |       |        |        |